# 블랙캣 (만화)
《BLACK CAT》(블랙 캣)은 야부키 켄타로가 주간 소년점프에서 연재한 만화이며 이것을 바탕으로 곤조에서 제작한 TV애니메이션이다.

## 줄거리
〈비밀 결사 크로노스〉에게 암살자로서의 뛰어난 재능을 인정받아 크로노스의 정예 부대 크로노 넘버즈의 13번인 트레인 하트네트는 말살자(이레이자)로서 암약 해, 뒤쪽의 세계에서는 통칭 〈블랙 캣〉이라고 불리고 있었다.
어느날 그는 청소부 미나츠키 사야와 만나게 되었고, 그녀의 영향으로 조직의 암살자를 그만두고 청소부로서 생활하려고 한다. 그러나 그것을 달갑지 않게 여긴 파트너 크리드 디스켄스가 사야를 살해했고, 이로 인해 트레인은 청소부로서 크리드가 인솔하는 광기의 혁명 집단 〈별의 사도〉라는 장렬한 싸움에 몸을 던진다.

## 등장인물

### 주요인물
트레인 하트 네트
성우 - 콘도 타카시, 타카야마 미나미 (어린시절) / 제이슨 리브렉트, 루시 크리스천 / 김승준
미나츠키 사야
성우 - 토요구치 메구미 / 케이틀린 글래스 / 이현선
스벤 볼피드
성우 - 후지와라 케이지 / 브랜던 포터 / 故 김일
이브
성우 - 후쿠엔 미사토 / 브리나 펄렌시아 / 소연
린슬렛 워커
성우 - 유카나 / 제이미 마키 / 채의진

### 별의 사도
크리스 디스켄스

키리사키 쿄코

샤르뎅 프란 베르크

닥터

에키도나 파라스

리온 엘리오트

시키

마로

듀람 그라스타

### 크로노스
칼 워켄

#### 시간의 파수꾼
세필리아 아크스

베르제 로슈폴

크란츠 머독

나이저 블라카이머

제노스 해저드

발도리어스 S 팡키니

링 샤오리

베르가 J 하드

### 그 외 인물
아네트 피어스

갠더 레딕

로이드 골드원

루거트 웡

고다 쿠니오

우드니

팀 바티칼

자기네 아크세로크

티어유 루나틱

리버 더스트리

## 같이 보기
- To LOVE -트러블-